# Gian Pietro Marcucci Poltri
Gian Pietro Marcucci Poltri (Bibbiena, 1869 – Tobruch, 22 dicembre 1911) è stato un patriota e militare italiano.
Nobile aretino originario di Bibbiena in Casentino, scrittore, capitano del Regio Esercito Italiano nella guerra italo-turca, morì a Tobruk durante una strenua difesa contro le forze locali, comandando un'impresa che gli valse la Medaglia d'oro al Valor Militare.

## Biografia
Capitano, ufficiale dell'Accademia di Modena e grande studioso delle tattiche militari (autore di libri in tale ambito, tra cui Curtatone e Montanara. Una gloria delle università toscane) si distinse nella Guerra Italo-Turca nella quale trovò la morte.
Appassionato di studi militari, aveva avuto un ruolo fondamentale nell'utilizzo delle nuove mitragliatrici presso i reparti operativi in Libia. Nella mattina del 22 dicembre del 1911, mentre difendeva con 40 uomini la ritirata delle truppe italiane da Tobruk, trovò la morte, lottando in prima linea assieme ai suoi, nonostante il suo grado gli potesse permettere altra sorte.